# Friedrich Bode (Mediziner)

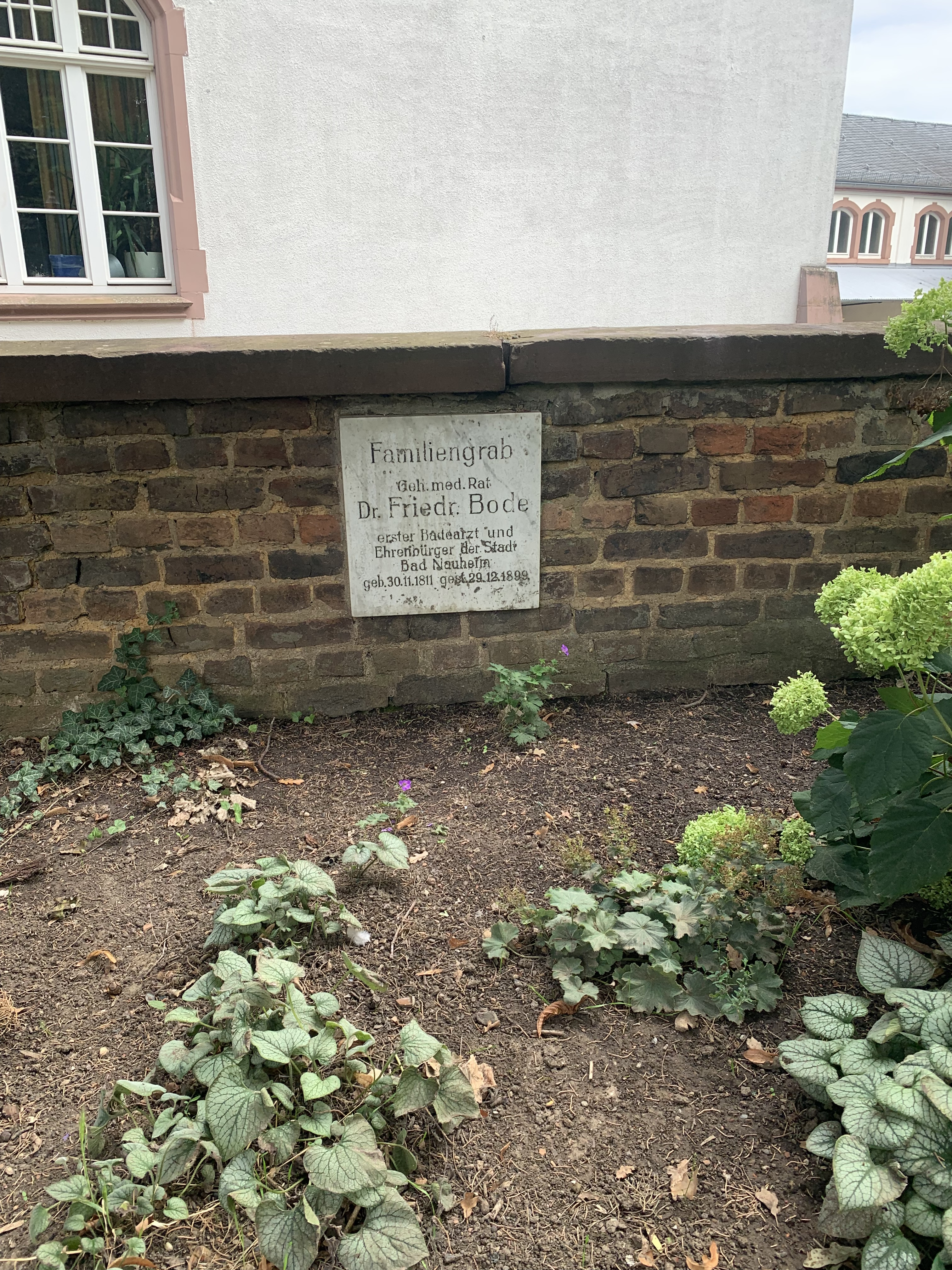
Grab von Friedrich Bode auf dem alten Friedhof in Bad Nauheim

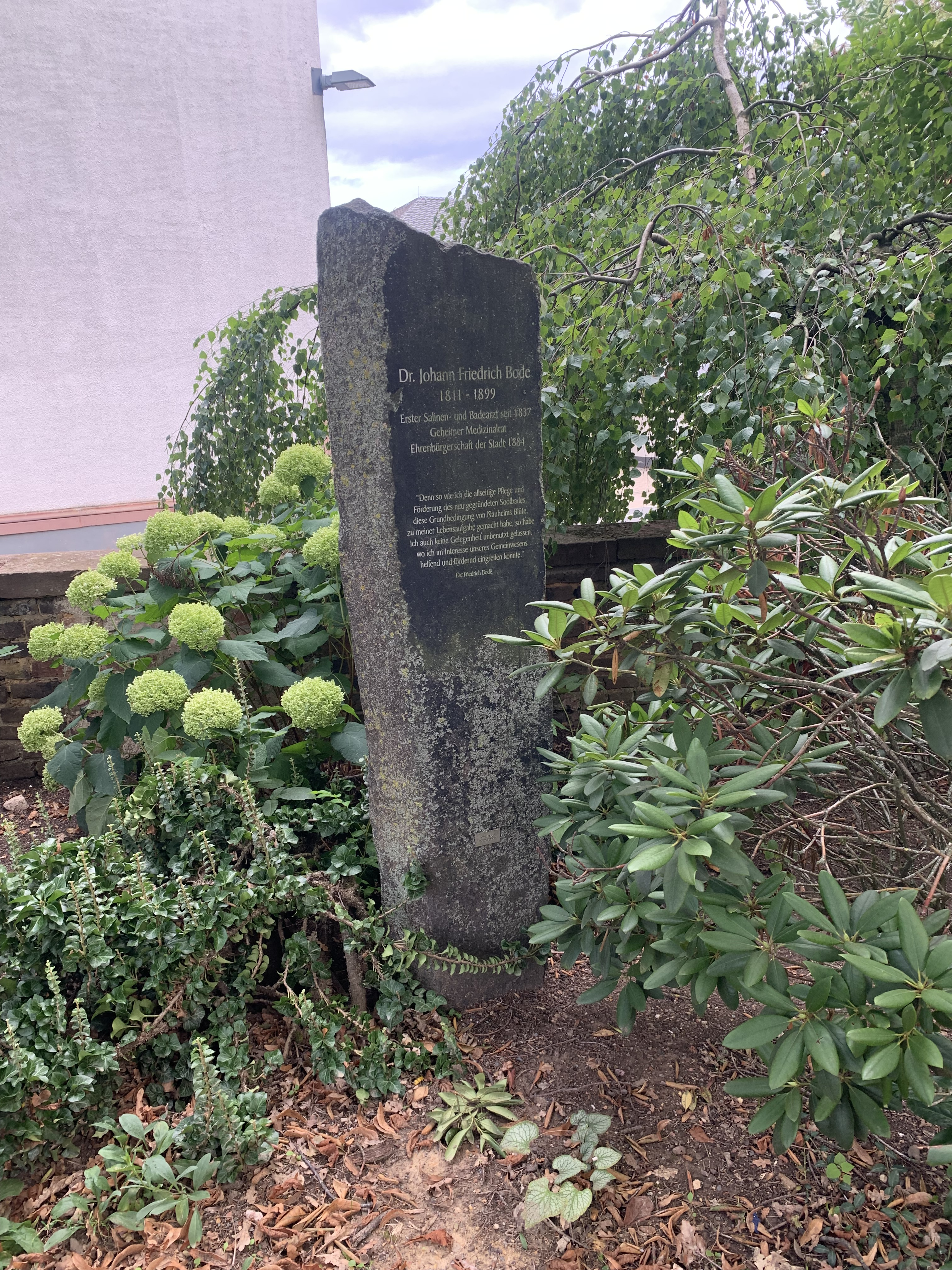
Gedenkstele auf dem alten Friedhof in Bad Nauheim

Friedrich Bode (* 30. November 1811 in Ziegenhain; † 29. Dezember 1899) war ein deutscher Mediziner.

## Leben
Bode, Sohn eines Hauptmannes der kurhessischen Armee, studierte in Heidelberg und Marburg, wo er 1834 zum Doktor der Medizin promoviert wurde. An der Chirurgischen Klinik wurde er zunächst Assistenzarzt. Er bewarb sich bei der Landesregierung in Kassel um die Niederlassung als Arzt in Nauheim, die ihm zum 10. Juli 1837 erlaubt wurde. Als Badearzt, Chirurg, praktischer Arzt und Geburtshelfer war er dort über 30 Jahre tätig und konnte auch auf die Eröffnung einer ersten Apotheke im Ort hinwirken. Beim Kurfürsten setzte er sich für die Einrichtung größerer Kurhäuser und, zusammen mit anderen Bürgern, für die Verleihung der Stadtrechte an den Ort ein, die 1854 erfolgte. 
Bode verfasste eine Schrift über die Heilquellen Nauheims und deren Wirkung.
1867 wurde ihm von Ludwig III. der Titel eines Medizinalrates, 1872 der eines Geheimen Medizinalrates verliehen. Während des Deutsch-Französischen Krieges leitete er ein Lazarett in Nauheim, wofür er mit dem Preußischen Kronenorden ausgezeichnet wurde. Am 5. März 1884 wurde ihm die Ehrenbürgerschaft von Bad Nauheim verliehen.

## Quelle
- Wetterauer Zeitung: Bode-Stele entsteht an exponierter Stelle, Artikel vom 9. Oktober 2008 auf wetterauer-zeitung.de